# Чемпіонат світу з легкої атлетики в приміщенні 2018
Чемпіонат світу з легкої атлетики в приміщенні 2018 був проведений 1-4 березня в Бірмінгемі.
ІААФ офіційно оголосила про надання Бірмінгему права проводити чемпіонат 15 листопада 2013. У 2013 Бірмінгем конкурував з американським Портлендом за право проводити Чемпіонат світу з легкої атлетики в приміщенні 2016. Проте, це право вибороло американське місто, а британському місту було надано право проводити наступний чемпіонат 2018 року, для якого він став другим (після 2003 року) таким змаганням..
Російська збірна не брала участі на чемпіонаті у зв'язку із зупиненням членства Всеросійської федерації легкої атлетики в ІААФ у листопаді 2015 внаслідок допінгового скандалу. Вісім російських атлетів взяли участь у змаганні у нейтральному статусі (англ. Authorised Neutral Athletes).

## Арена змагань
Всі дисципліни чемпіонату були проведені в «Арені Бірмінгем» місткістю 15 800 глядачів.

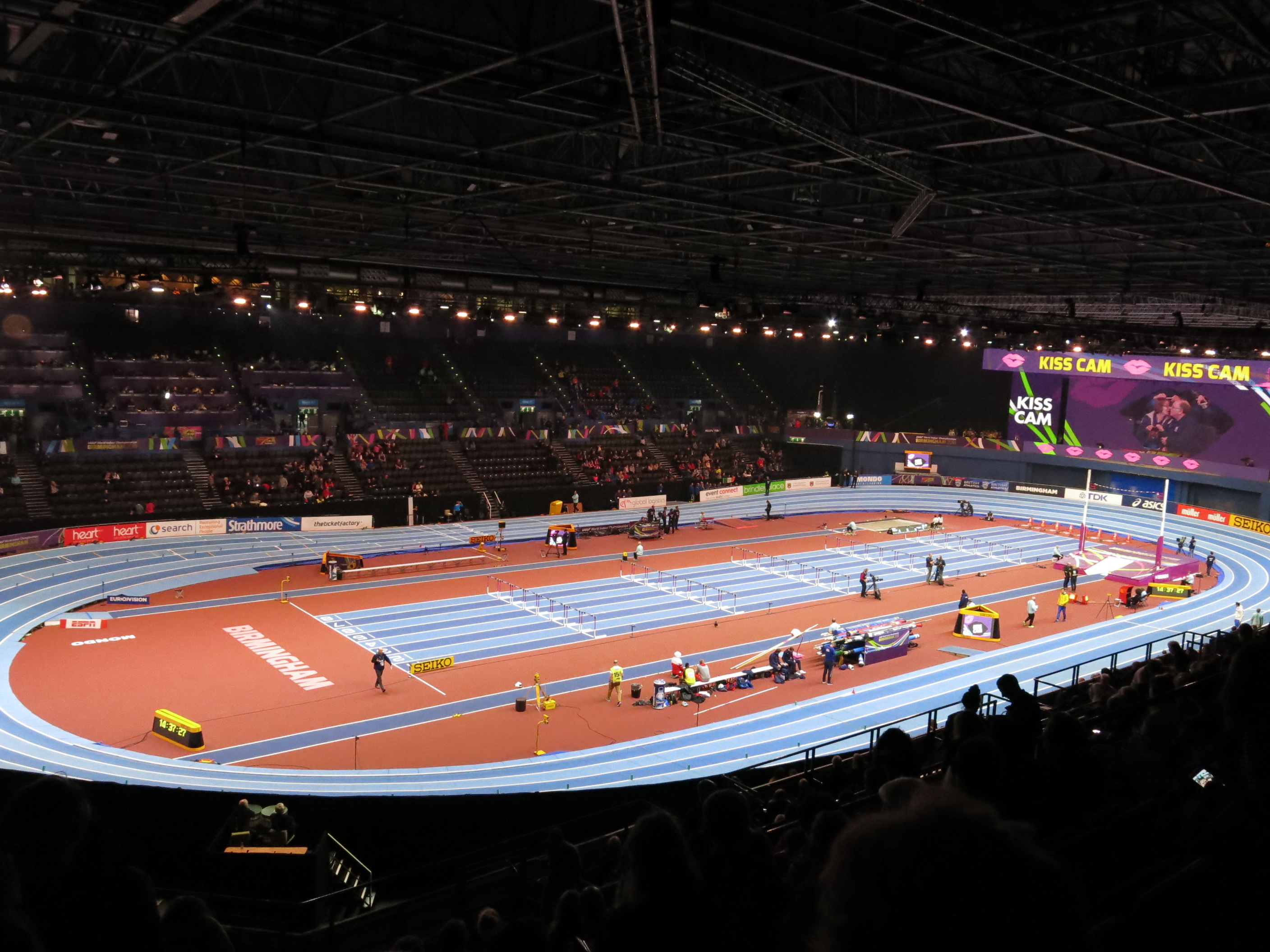
Арена Бірмінгем

## Розклад
| З                                    | Забіги | ½ | Півфінали | Ф | Фінал |
| Р - ранкова сесія, В - вечірня сесія |        |   |           |   |       |

| Дата →             | 1.03 | 2.03 | 2.03 | 3.03 | 3.03 | 3.03 | 4.03 | 4.03 |
| Дисципліна ↓       | В    | Р    | В    | Р    | В    | В    | В    | В    |
| ------------------ | ---- | ---- | ---- | ---- | ---- | ---- | ---- | ---- |
| 60 м               |      |      |      | З    | ½    | Ф    |      |      |
| 400 м              |      | З    | ½    |      | Ф    | Ф    |      |      |
| 800 м              |      |      | З    |      | Ф    | Ф    |      |      |
| 1500 м             |      |      |      | З    |      |      | Ф    | Ф    |
| 3000 м             |      | З    |      |      |      |      | Ф    | Ф    |
| 60 м з бар'єрами   |      |      |      |      | З    | З    | ½    | Ф    |
| 4×400 м            |      |      |      | З    |      |      | Ф    | Ф    |
| Стрибки у висоту   | Ф    |      |      |      |      |      |      |      |
| Стрибки з жердиною |      |      |      |      |      |      | Ф    | Ф    |
| Стрибки у довжину  |      |      | Ф    |      |      |      |      |      |
| Потрійний стрибок  |      |      |      |      | Ф    | Ф    |      |      |
| Штовхання ядра     |      |      |      | Ф    |      |      |      |      |
| Семиборство        |      | Ф    | Ф    | Ф    | Ф    | Ф    |      |      |

| Дата →             | 1.03 | 2.03 | 2.03 | 2.03 | 3.03 | 3.03 | 3.03 | 4.03 |   |
| Дисципліна ↓       | В    | Р    | В    | В    | Р    | В    | В    | В    |   |
| ------------------ | ---- | ---- | ---- | ---- | ---- | ---- | ---- | ---- | - |
| 60 м               |      | З    | ½    | Ф    |      |      |      |      |   |
| 400 м              |      | З    | ½    | ½    |      | Ф    | Ф    |      |   |
| 800 м              |      |      |      |      | З    |      |      | Ф    |   |
| 1500 м             |      |      | З    | З    |      | Ф    | Ф    |      |   |
| 3000 м             | Ф    |      |      |      |      |      |      |      |   |
| 60 м з бар'єрами   |      |      | З    | З    |      | ½    | Ф    |      |   |
| 4×400 м            |      |      |      |      | З    |      |      | Ф    |   |
| Стрибки у висоту   | Ф    |      |      |      |      |      |      |      |   |
| Стрибки з жердиною |      |      |      |      |      | Ф    | Ф    |      |   |
| Стрибки у довжину  |      |      |      |      |      |      |      | Ф    | Ф |
| Потрійний стрибок  |      |      |      |      | Ф    |      |      |      |   |
| Штовхання ядра     |      |      | Ф    | Ф    |      |      |      |      |   |
| П'ятиборство       |      | Ф    | Ф    | Ф    |      |      |      |      |   |

## Призери

### Мультимедалісти
| Атлет           | 1 | 2             | 3 |
| --------------- | - | ------------- | - |
| Майкл Черрі США |   | 400 м 4×400 м |   |

| Атлетка                   | 1             | 2      | 3      |
| ------------------------- | ------------- | ------ | ------ |
| Кортні Около США          | 400 м 4×400 м |        |        |
| Гензебе Дібаба Ефіопія    | 1500 м 3000 м |        |        |
| Шакіма Вімблі США         | 4×400 м       | 400 м  |        |
| Лора М'юр Велика Британія |               | 1500 м | 3000 м |
| Сіфан Гассан Нідерланди   |               | 3000 м | 1500 м |

### Чоловіки
| Дисципліни            | Золото                                                                                 | Золото          | Срібло                                                                                           | Срібло     | Бронза                                                     | Бронза      |
| --------------------- | -------------------------------------------------------------------------------------- | --------------- | ------------------------------------------------------------------------------------------------ | ---------- | ---------------------------------------------------------- | ----------- |
| 60 метрів             | Крістіан Коулмен США                                                                   | 6,37 CR         | Су Бінтянь КНР                                                                                   | 6,42 AIR   | Ронні Бейкер США                                           | 6,44        |
| 400 метрів            | Павел Маслак Чехія                                                                     | 45,47 SB        | Майкл Черрі США                                                                                  | 45,84      | Деон Лендор Тринідад і Тобаго                              | 46,37       |
| 800 метрів            | Адам Кщот Польща                                                                       | 1.47,47         | Дрю Віндл США                                                                                    | 1.47,99    | Сауль Ордоньєс Іспанія                                     | 1.48,01     |
| 1500 метрів           | Самуель Тефера Ефіопія                                                                 | 3.58,19         | Марцин Левандовський Польща                                                                      | 3.58,39    | Абдалааті Ігідер Марокко                                   | 3.58,43     |
| 3000 метрів           | Йоміф Кеджельча Ефіопія                                                                | 8.14,41         | Селемон Барега Ефіопія                                                                           | 8.15,59    | Бетвелл Бірген Кенія                                       | 8.15,70     |
| 60 метрів з бар'єрами | Ендрю Поцці Велика Британія                                                            | 7,46 SB         | Джаррет Ітон США                                                                                 | 7,47       | Орель Манга Франція                                        | 7,54        |
| 4×400 метрів          | ПольщаКароль Залевський Рафал Омелко Лукаш Кравчук Якуб Кшевіна Патрик Адамчик (забіг) | 3.01,77 WIR     | СШАФред Керлі Майкл Черрі Олдріч Бейлі Вернон Норвуд Маркез Вашингтон (забіг) Пол Дедево (забіг) | 3.01,97 SB | БельгіяДілан Борле Йонатан Борле Йонатан Сакор Кевін Борле | 3.02,51 NIR |
| Стрибки у висоту      | Данило Лисенко Допущені нейтральні атлети                                              | 2,36            | Мутаз Есса Баршим Катар                                                                          | 2,33       | Матеуш Пшибилко Німеччина                                  | 2,29        |
| Стрибки з жердиною    | Рено Лавіллені Франція                                                                 | 5,90            | Сем Кендрікс США                                                                                 | 5,85       | Пйотр Лісек Польща                                         | 5,85        |
| Стрибки у довжину     | Хуан Мігель Ечеваррія Куба                                                             | 8,46 WL         | Луво Маньонга ПАР                                                                                | 8,44 AIR   | Маркіз Денді США                                           | 8,42 PB     |
| Потрійний стрибок     | Вілл Клей США                                                                          | 17,43 WL        | Алмір дус Сантус Бразилія                                                                        | 17,41 PB   | Нельсон Евора Португалія                                   | 17,40 NIR   |
| Штовхання ядра        | Томас Волш Нова Зеландія                                                               | 22,31 CR WL AIR | Давід Шторль Німеччина                                                                           | 21,44 SB   | Томаш Станек Чехія                                         | 21,44       |
| Семиборство           | Кевін Маєр Франція                                                                     | 6348 WL         | Даміан Ворнер Канада                                                                             | 6343 NIR   | Майсел Уйбо Естонія                                        | 6265 PB     |

### Жінки
| Дисципліни            | Золото                                                                                                  | Золото        | Срібло | Срібло      | Бронза                                                                            | Бронза     |
| --------------------- | --- | ------------- | --- | ----------- | --------------------------------------------------------------------------------- | ---------- |
| 60 метрів             | Мюріель Ауре Кот-д'Івуар                                                                                | 6,97 WL       | Марі-Жозе Та Лу Кот-д'Івуар | 7,05 PB     | Муджинга Камбунджі Швейцарія                                                      | 7,05       |
| 400 метрів            | Кортні Около США                                                                                        | 50,55 PB      | Шакіма Вімблі США | 51,47       | Ейлід Дойл Велика Британія                                                        | 51,60 SB   |
| 800 метрів            | Франсін Нійонсаба Бурунді                                                                               | 1.58,31 WL    | Аджей Вілсон США | 1.58,99 PB  | Шелайна Оскан-Кларк Велика Британія                                               | 1.59,81 PB |
| 1500 метрів           | Гензебе Дібаба Ефіопія                                                                                  | 4.05,27       | Лора М'юр Велика Британія | 4.06,23     | Сіфан Гассан Нідерланди                                                           | 4.07,26    |
| 3000 метрів           | Гензебе Дібаба Ефіопія                                                                                  | 8.45,05       | Сіфан Гассан Нідерланди | 8.45,68 SB  | Лора М'юр Велика Британія                                                         | 8.45,78 SB |
| 60 метрів з бар'єрами | Кендра Гаррісон США                                                                                     | 7,70 CR WL    | Крістіна Меннінг США | 7,79        | Надін Віссер Нідерланди                                                           | 7,84       |
| 4×400 метрів          | СШАКванера Гейз Джорджанн Молін Шакіма Вімблі Кортні Около Джоанна Аткінс (забіг) Ревін Роджерс (забіг) | 3.23,85 CR WL | ПольщаЮстина Швенти-Ерсетиц Патриція Вичишкевич Александра Гаворська Малгожата Голуб-Ковалик Йоанна Лінкевич (забіг) Наталя Качмарек (забіг) | 3.26,09 NIR | Велика БританіяМеган Біслі Ханна Вільямс Емі Олкок Зої Кларк Аніка Онуора (забіг) | 3.29,38 SB |
| Стрибки у висоту      | Марія Ласіцкене Допущені нейтральні атлети                                                              | 2,01          | Вашті Каннінгем США | 1,93        | Алессія Трост Італія                                                              | 1,93       |
| Стрибки з жердиною    | Сенді Морріс США                                                                                        | 4,95 CR WL    | Анжеліка Сидорова Допущені нейтральні атлети                                                                                                 | 4,90 PB     | Екатеріні Стефаніді Греція                                                        | 4,80       |
| Стрибки у довжину     | Івана Шпанович Сербія                                                                                   | 6,96 WL       | Бріттні Різ США | 6,89 SB     | Состін Могенара Німеччина                                                         | 6,85 SB    |
| Потрійний стрибок     | Юлімар Рохас Венесуела                                                                                  | 14,63 WL      | Кімберлі Вільямс Ямайка | 14,48 PB    | Ана Пелетейро Іспанія                                                             | 14,40 PB   |
| Штовхання ядра        | Аніта Мартон Угорщина                                                                                   | 19,62 WL      | Данніель Томас-Додд Ямайка | 19,22 NIR   | Ґун Ліцзяо КНР                                                                    | 19,08 SB   |
| П'ятиборство          | Катаріна Джонсон-Томпсон Велика Британія                                                                | 4750 SB       | Івона Дадич Австрія | 4700 SB     | Йоргеліс Родрігес Куба                                                            | 4637 NIR   |

## Медальний залік
На чемпіонаті у медальному заліку були представлені атлети з 32 країн. Крім цього, російські спортсмени у статусі допущених нейтральних атлетів також отримували медалі (2 золотих та 1 срібну), проте не були включені до офіційного медального заліку. Загалом було вручено 26 комплектів нагород.
| Місце               | Країна                     | Золото | Срібло | Бронза | Загалом |
| ------------------- | -------------------------- | ------ | ------ | ------ | ------- |
| 1                   | США                        | 6      | 10     | 2      | 18      |
| 2                   | Ефіопія                    | 4      | 1      | 0      | 5       |
| 3                   | Польща                     | 2      | 2      | 1      | 5       |
| 4                   | Велика Британія            | 2      | 1      | 4      | 7       |
| –                   | Допущені нейтральні атлети | 2      | 1      | 0      | 3       |
| 5                   | Франція                    | 2      | 0      | 1      | 3       |
| 6                   | Кот-д'Івуар                | 1      | 1      | 0      | 2       |
| 7                   | Куба                       | 1      | 0      | 1      | 2       |
| 7                   | Чехія                      | 1      | 0      | 1      | 2       |
| 9                   | Бурунді                    | 1      | 0      | 0      | 1       |
| 9                   | Венесуела                  | 1      | 0      | 0      | 1       |
| 9                   | Нова Зеландія              | 1      | 0      | 0      | 1       |
| 9                   | Сербія                     | 1      | 0      | 0      | 1       |
| 9                   | Угорщина                   | 1      | 0      | 0      | 1       |
| 14                  | Ямайка                     | 0      | 2      | 0      | 2       |
| 15                  | Нідерланди                 | 0      | 1      | 2      | 3       |
| 15                  | Німеччина                  | 0      | 1      | 2      | 3       |
| 17                  | КНР                        | 0      | 1      | 1      | 2       |
| 18                  | Австрія                    | 0      | 1      | 0      | 1       |
| 18                  | Бразилія                   | 0      | 1      | 0      | 1       |
| 18                  | Канада                     | 0      | 1      | 0      | 1       |
| 18                  | Катар                      | 0      | 1      | 0      | 1       |
| 18                  | ПАР                        | 0      | 1      | 0      | 1       |
| 23                  | Іспанія                    | 0      | 0      | 2      | 2       |
| 24                  | Італія                     | 0      | 0      | 1      | 1       |
| 24                  | Бельгія                    | 0      | 0      | 1      | 1       |
| 24                  | Греція                     | 0      | 0      | 1      | 1       |
| 24                  | Естонія                    | 0      | 0      | 1      | 1       |
| 24                  | Кенія                      | 0      | 0      | 1      | 1       |
| 24                  | Марокко                    | 0      | 0      | 1      | 1       |
| 24                  | Португалія                 | 0      | 0      | 1      | 1       |
| 24                  | Тринідад і Тобаго          | 0      | 0      | 1      | 1       |
| 24                  | Швейцарія                  | 0      | 0      | 1      | 1       |
| Загалом (32 збірні) | Загалом (32 збірні)        | 26     | 26     | 26     | 78      |

## Командний залік
На чемпіонаті у командному заліку (8 очок за перше місце з пониженням до 1 очка за 8 місце у фіналах та з розділенням очок між атлетами, які посіли одне місце) були представлені атлети з 48 країн. Збірна України посіла 18 місце у командному заліку. Очки, отримані російськими спортсменами в статусі допущених нейтральних атлетів, не були включені до офіційного командного заліку.
| Місце | Країна          | 1 | 2  | 3 | 4 | 5 | 6 | 7 | 8 | Очки |
| ----- | --------------- | - | -- | - | - | - | - | - | - | ---- |
| 1     | США             | 6 | 10 | 2 | 7 | 7 | 2 | 3 | 3 | 208  |
| 2     | Велика Британія | 2 | 1  | 4 | 2 | 0 | 3 | 0 | 1 | 67   |
| 3     | Ефіопія         | 4 | 1  | 0 | 3 | 0 | 1 | 0 | 0 | 57   |
| 4     | Польща          | 2 | 2  | 1 | 1 | 2 | 0 | 0 | 1 | 50   |
| 5     | Німеччина       | 0 | 1  | 2 | 1 | 3 | 0 | 1 | 1 | 39   |
| 6     | КНР             | 0 | 1  | 1 | 2 | 1 | 1 | 1 | 1 | 33   |
| 7     | Франція         | 2 | 0  | 1 | 0 | 1 | 0 | 2 | 0 | 30   |
| 8     | Ямайка          | 0 | 2  | 0 | 1 | 1 | 1 | 0 | 1 | 27   |
| 8     | Нідерланди      | 0 | 1  | 2 | 0 | 2 | 0 | 0 | 0 | 27   |
| 10    | Чехія           | 1 | 0  | 1 | 1 | 1 | 0 | 1 | 0 | 25   |
| …     |                 |   |    |   |   |   |   |   |   |      |
| 18    | Україна         | 0 | 0  | 0 | 1 | 1 | 0 | 2 | 0 | 13   |